# Winning Wheels
Winning Wheels Holding B.V. is een Nederlandse holding van Rob van der Linden, voornamelijk actief op de tweewielermarkt.
Met Winning Wheels is Van der Linden anno 2006 bestuurder van fietsenfabrikant Union, en eigenaar van Etincelle.
In het verleden was Winning Wheels ook enige tijd eigenaar van het Duitse Sachs.